# Północna grań Kończystego Wierchu

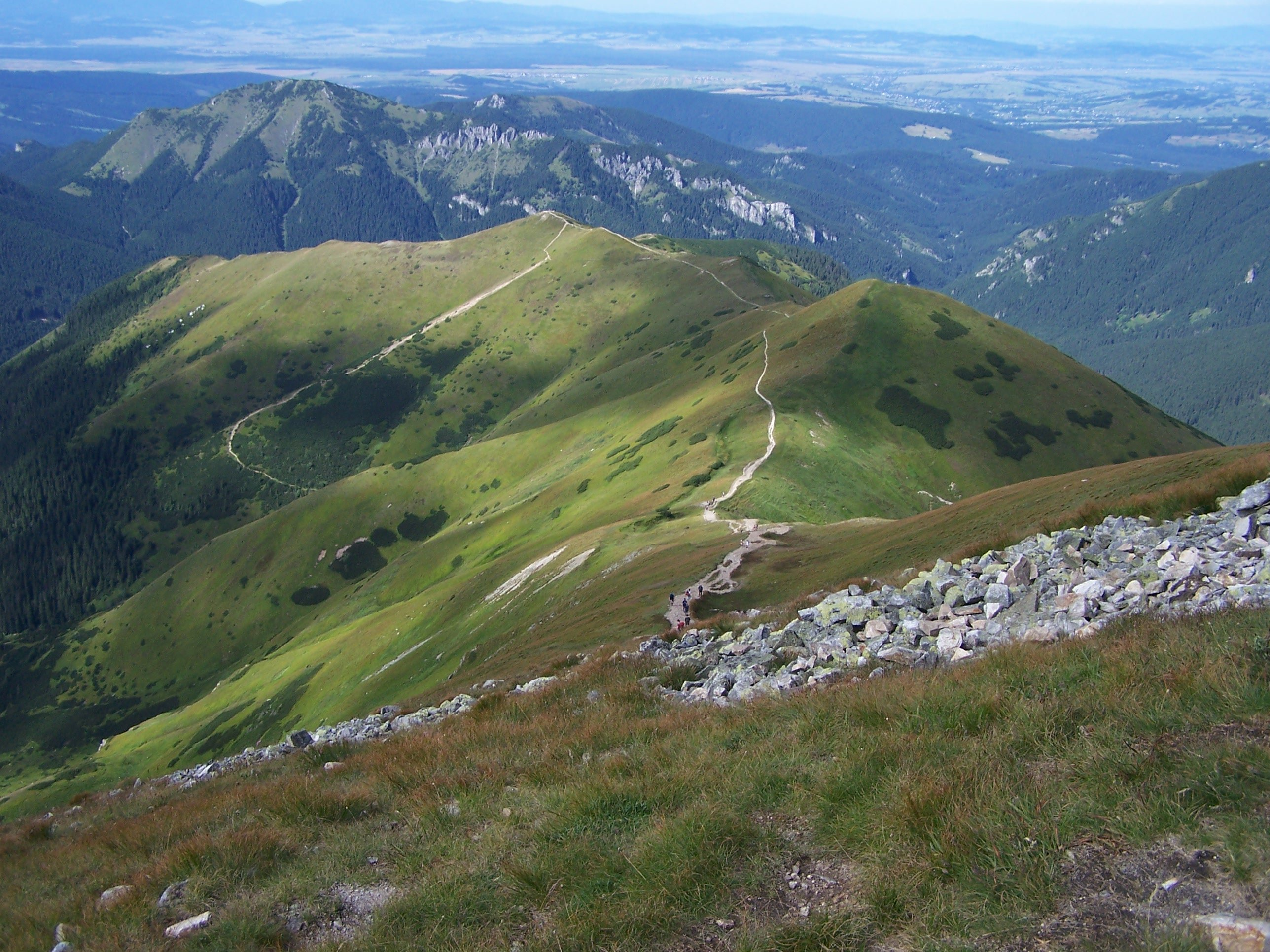
Widok z Kończystego Wierchu na jego północną grań

Północna grań Kończystego Wierchu – boczna grań w polskich Tatrach Zachodnich odbiegająca od wierzchołka Kończystego Wierchu na północ. Grań ta oddziela Dolinę Starorobociańską od Doliny Jarząbczej i górnej części Doliny Chochołowskiej. Kolejno znajdują się w niej:
- Kończysty Wierch 2002 m
- Dudowa Przełęcz 1815 m
- Czubik 1845 m
- Przełęcz nad Szyją 1754 m
- Trzydniowiański Wierch
  - wierzchołek południowy 1765 m
  - wierzchołek północny 1758. Zwornik dla bocznej grani Ropy
- Kulawiec
- Wyżni Kopieńcowy Przechód ok. 1320 m
- Mały Kopieniec 1329 m
- Kopieńcowy Przechód 1205 m
- Wielki Kopieniec 1257 m[1][2].